# Удружење монструма
Удружење монструма (односно Чудовшите д.о.о. или Чудовишта из ормара) (енгл. Monsters, Inc.) је амерички компјутерски-анимирани филм из 2001. године, студија Пиксар у режији Пита Доктера.
Радња филма прати два чудовишта запослена у предузећу Удружење монструма - застрашивача Џејмса "Салија" Саливана и његовог партнера и најбољег пријатеља Мајка Вазовског. Запосленици предузећа снабдевају град електричном енергијом тако што ноћу плаше децу, које се уједно и боје јер их сматрају извором заразе. Када једна девојчица доспе до њиховог града, Мајк и Сали морају да је врате назад пре него што било ко примети да се ту налази.
Филм Удружење монструма наишао је на позитивне реакције критичара и остварио је добру зараду на биоскопским благајнама. Био је номинован за 4 награде Оскар, од којих је добио једну - за најбољу оригиналну песму. Такође је освојио награде БАФТА и Греми.
Године 2012, филм се приказивао у биоскопима у 3D верзији, а 2013. изашао је и преднаставак под називом Универзитет за монструме.
Српску синхронизацију филма је радио студио Лаудворкс за канал РТС 1. Синхронизација је имала премијеру 2. јануара 2008. године.

## Радња
Паралелни град Монстрополис у коме живе чудовишта, снабдева се енергијом која се ствара врисцима деце из људског света. У фабрици Удружење монструма, запослени познати као "застрашивачи" користе врата као портале кроз које улазе у спаваће собе деце коју застрашују ноћу како би прикупили њихове вриске. Овај задатак сматра се веома опасним, јер чудовишта верују да су деца токсична и да би и најмањи додир са њима имао фаталне последице.
Џејмс Пи "Сали" Саливан, који живи са својим асистентом и најбољим пријатељем Мајком Вазовским, најбољи је застрашивач у целој компанији. Његов вечити ривал Рендал Богс већ годинама покушава да му одузме ту титулу, али му не полази за руком. Једне вечери, Сали сазнаје да је Рендал током своје посете спрату за застрашивање оставио врата отворена и да је девојчица успела да уђе у фабрику. Сали се обраћа Мајку са помоћ, али наилазе на бројне препреке док покушавају да је врате назад.

## Улоге
| Лик                     | Енглески глас     | Српски глас         |
| ----------------------- | ----------------- | ------------------- |
| Џејмс Пи "Сали" Саливан | Џон Гудман        | Дејан Луткић        |
| Мајкл "Мајк" Вазовски   | Били Кристал      | Срђан Јовановић     |
| Мери "Бу"               | Мери Гибс         | (оригинал)          |
| Рендал Богс             | Стив Бусеми       | Марко Марковић      |
| Хенри Џеј Вотернус      | Џејмс Коберн      | Бранко Јеринић      |
| Силија Меј              | Џенифер Тили      | Јелена Стојиљковић  |
| Роз                     | Боб Петерсон      | Јелена Стојиљковић  |
| Јети                    | Џон Раценбергер   | Радован Вујовић     |
| Фунгус                  | Френк Оз          | Милан Антонић       |
| Смити                   | Ден Герсон        | Марко Марковић      |
| Нидлмен                 | Ден Герсон        | Срђан Јовановић     |
| Џери                    | Стив Саскинд      | Радован Вујовић     |
| Флинт                   | Бони Хант         | Мариана Аранђеловић |
| Тадеус Бајл             | Џеф Пиџон         | Милан Антонић       |
| Џорџ Сандерсон          | Самјуел Лорд Блек | Милан Антонић       |
| Чарли                   | Фил Проктор       | Радован Вујовић     |